# 索菲伊夫卡 (別爾哥羅德-德涅斯特羅夫斯基區)
46°2′57″N 30°17′22″E / 46.04917°N 30.28944°E
索菲伊夫卡（烏克蘭語：Софіївка）是位於烏克蘭西南部的村莊，由敖德萨州裡比爾霍羅德-德涅斯特羅夫斯基區的沙博市鎮負責管轄。該村始建於1798年，面積1.27平方公里，海拔高度32米，2001年人口540，人口密度每平方公里425.2人。